# Mughalsarai
Mughalsarai – miasto w północnych Indiach w stanie Uttar Pradesh, na Nizinie Hindustańskiej.
Populacja miasta w 2001 roku wynosiła 88 386 mieszkańców.
W Mughalsarai urodził się Lal Bahadur Shastri, indyjski polityk, premier Indii w latach 1964-1966.